# Cá thính
Cá thính, còn gọi là cá muối chua, là sản phẩm được làm từ các loại cá nước ngọt còn tươi đem sơ chế, ướp thính để lên men chua, thơm, làm chín món ăn một cách tự nhiên. Cá thính thịnh hành như một trong những món ăn mặn dân dã, phổ thông, là đặc sản của Lập Thạch, Vĩnh Phúc nói riêng và một số vùng trung du phía Bắc nói chung.
Khi các đầm ao đã cạn nước, người dân quê Lập Thạch Vĩnh Phúc chuẩn bị cấy lúa chiêm, cũng là mùa làm cá thính nơi đây. Cá thu được phần mang đi bán, phần để ăn tươi nhưng dứt khoát phải để lại một phần để làm mươi chĩnh cá thính dành ăn dần. Là món ăn độc đáo với những nguyên liệu rất dễ kiếm, nhưng cá thính đang bị mai một dần một phần do cách chế biến rất cầu kỳ, phần khác do tốn nhiều thời gian cho công đoạn "ủ". Thêm vào đó, làm cá thính, không cần những nguyên liệu phức tạp song cần có bình chứa, chỗ để và những vật dụng tối cần thiết khác.

## Nguyên liệu
- Cá: sử dụng hầu hết các loại cá nước ngọt có vẩy như cá rô, cá diếc, cá trắm, cá mè, cá trôi, cá chày và thậm chí cả các loại cá da trơn như cá nheo, cá trê, cá quả. Cá phải tươi nguyên, càng to càng ngon. Cá được rửa sạch, đánh vảy, bỏ lòng, cá nhỏ để nguyên con còn cá to thì cắt khúc xấp xỉ hai bao diêm.
- Thính: được làm từ ngô, gạo tẻ hoặc gạo nếp, đậu tương rang vàng, thơm, giã nhỏ, tuy phổ biến nhất là thính làm từ ngô. Ngô rang chín vàng, hạt nào nổ bung sàng loại ra, đem giã hoặc xay nhỏ nhưng không mịn quá, giần lấy hạt thính li ti như hột cải mới có sức hút nước trong cá, mịn quá thì thính bết vào cá, ăn không ngon.
- Muối: Muối được sử dụng ướp cá với tỷ lệ 10 kg cá/1,5 kg muối.

## Cách thực hiện

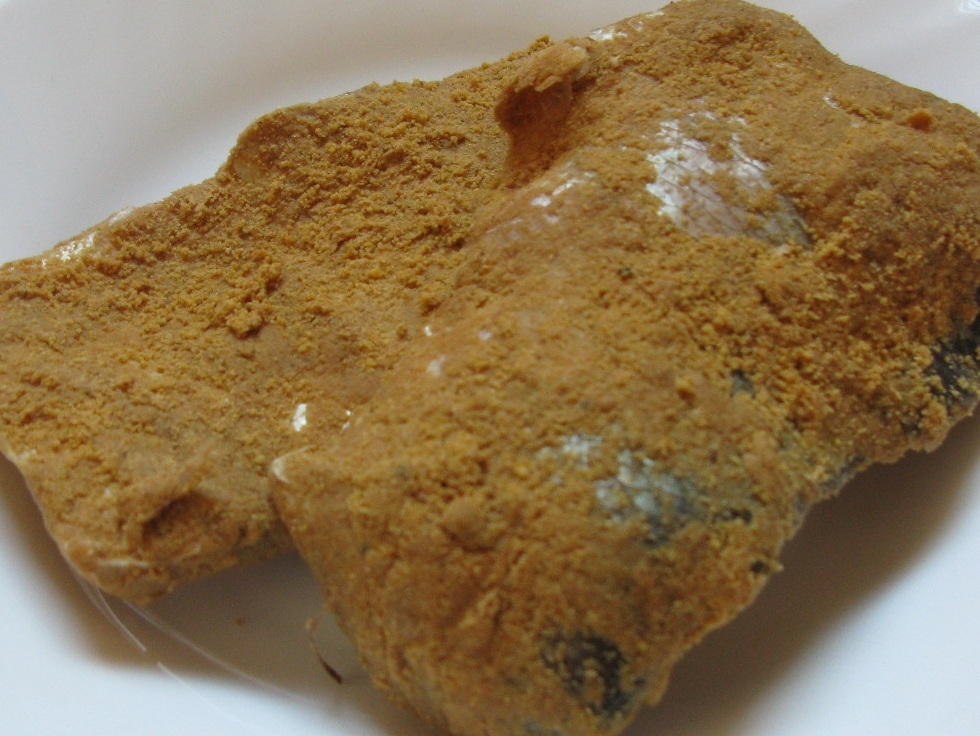
Một miếng cá thính. Lớp bột màu nâu là thính.

Nguyên liệu và cách thức thực hiện không khó, nhưng để làm được hũ (chĩnh, lọ) cá thính ngon, thơm, chua dịu, miếng cá cứng nguyên dạng và "chín" đều lại khá khó khăn, phụ thuộc kinh nghiệm của người nội trợ. Cá sơ chế đem ướp muối qua một ngày đêm, lưu ý nhồi kỹ muối vào mang và bụng cá, sau đó lại rũ sạch hết muối trong cá ra, tùy mặn nhạt mà lấy cữ tay rũ muối. Một số nơi sau khi ướp muối, xếp cá vào lọ thủy tinh hoặc chum sành để 4 đến 10 ngày tùy theo thời tiết để cho cá cứng và ngấm đều muối. Sau đó lấy cá ra khỏi lọ, dùng 2 tay ép cá cho chảy hết nước muối và để cá khô se lại. Nhớt cá cùng mùi tanh đã thôi ra nước muối và độ mặn trong thịt cá còn vừa phải, không quá gắt.
Xát thính bên ngoài cá và nhồi kỹ thính vào mang, bụng cá. Sau đó, cứ một lượt cá trong hũ lại phủ kín một lượt thính. Trên cùng phủ một lớp thính thật dày và lựa các mo cau, mo tre cắt khít miệng hũ, hoặc rơm lót dày lên trên cùng, cài nẹp tre thật chặt.
Làm một chậu sành đựng một lượng nước muối mặn chát, úp ngược cả hũ cá vào chậu nước muối ấy sao cho lớp mo cau làm vung trong hũ không tiếp xúc với nước. Thỉnh thoảng phải đổ bỏ nước ở chậu thay bằng nước khác vì nước cá hoặc mùi vị cá ướp phả ra tan trong nước chậu rồi bốc mùi ngược lên hũ cá làm cho cá có mùi, mất ngon. Nếu nghe thấy tiếng lục bục trong hũ ướp cá là dấu hiện cạn nước ở chậu, hở miệng lọ cá, phải đổ thêm nước vào. Thường xuyên kiểm tra, nếu mo cau, mo tre hay rơm nút hũ ướt phải thay ngay mo khô, vì nước hoặc hơi ẩm của các miếng cá sẽ làm ướt nắp đậy trong lọ, để lâu sẽ làm cho các miếng cá mất mùi thơm, chua. Để gọn hũ trong góc bếp 3 đến 4 tháng là có thể gỡ cá ra chế biến món ăn.

## Thưởng thức
Thành phẩm được gỡ ra từ hũ sành có thịt màu đỏ au hoặc màu hổ phách, sau khi nướng ngả sang màu vàng rộm hơi hung hung đỏ, thơm, chua, bùi béo và đậm đà vị muối, là đạt yêu cầu.
Cá thính thường được chế biến thành món ăn bằng cách nướng trên than hoa, cho thành phẩm dai, rắn nhưng không khô và mặn như cá mắm biển, không nhão thịt như cá tươi nướng hay rán, rất thơm ngon. Tuy nhiên, thường người địa phương không nướng cá trực tiếp trên than hồng mà mỗi miếng cá được cặp vào một thanh tre tươi, từng cặp cá đem cắm xung quanh bếp lửa than hồng. Lửa than tỏa ra, cá chín dần dần bằng hơi nóng tỏa ngang. Người nướng cá thỉnh thoảng lại xoay đảo qua, đảo lại cho hai mặt cá chín khiến miếng cá nướng không bị cháy. Một số người nội trợ vụng về, để tiết kiệm công đoạn nấu nướng, đã đem rán trong chảo sẽ khiến thịt cá ngấm mỡ trở nên mất dai, bị bở, không ngon.
Cá thính là món ăn rất thích hợp khi đi kèm với cơm như một món ăn mặn ngày lễ, tết hoặc ngày thường. Nó cũng được sử dụng như một món nhắm với rượu trắng khi đi với một chút riềng xắt miếng, và còn được mời khách như một loại đặc sản thôn quê. Sau khi ăn hết cá, một số nhà còn lấy thính sót lại trong hũ cá đem rang với mỡ ăn cũng rất ngon.